# 2006-os U17-es labdarúgó-Európa-bajnokság
A 2006-os U17-es labdarúgó-Európa-bajnokságot Luxemburgban rendezték 2006. május 3. és május 14. között. Az Európa-bajnokságot Oroszország nyerte, miután a döntőben 11-es rúgásokkal legyőzte Csehország csapatát. A tornán az 1989. január 1. után született játékosok vehettek részt.

## Selejtezők
A selejtezőket két szakaszban rendezték meg:

## Részt vevő csapatok
- Belgium
- Csehország
- Luxemburg (házigazda)
- Magyarország
- Németország
- Oroszország
- Szerbia és Montenegró
- Spanyolország

## Csoportkör

### A csoport
| Csapat        | M | Gy | D | V | RG | KG | GK  | Pont |
| ------------- | - | -- | - | - | -- | -- | --- | ---- |
| Spanyolország | 3 | 3  | 0 | 0 | 12 | 1  | +11 | 9    |
| Oroszország   | 3 | 2  | 0 | 1 | 3  | 3  | 0   | 6    |
| Magyarország  | 3 | 1  | 0 | 2 | 4  | 3  | +1  | 3    |
| Luxemburg     | 3 | 0  | 0 | 3 | 1  | 13 | −12 | 0    |

| 2006. május 3. 17:00 | Magyarország | 0 – 1               | Oroszország | Stade John Grün, Mondorf-les-Bains Játékvezető: William Collum (skót) |
| 2006. május 3. 17:00 |              | (0 – 0) Jegyzőkönyv | Morozov 78' | Stade John Grün, Mondorf-les-Bains Játékvezető: William Collum (skót) |

| 2006. május 3. 19:00 | Luxemburg  | 1 – 7               | Spanyolország                                        | Stade Alphonse Theis, Hespérange Játékvezető: Hannes Kaasik (észt) |
| 2006. május 3. 19:00 | Pjanić 73' | (0 – 3) Jegyzőkönyv | Aarón 6' 18' Ramos 13' Krkić 48' 69' 76' Hermosa 55' | Stade Alphonse Theis, Hespérange Játékvezető: Hannes Kaasik (észt) |

| 2006. május 5. 17:00 | Spanyolország                    | 3 – 0               | Oroszország | Stade Alphonse Theis, Hespérange Játékvezető: Björn Kuipers (holland) |
| 2006. május 5. 17:00 | Aarón 59' Vergara 64' Gullón 74' | (0 – 0) Jegyzőkönyv |             | Stade Alphonse Theis, Hespérange Játékvezető: Björn Kuipers (holland) |

| 2006. május 5. 19:30 | Luxemburg | 0 – 4               | Magyarország                                    | Stade John Grün, Mondorf-les-Bains Játékvezető: Alekszej Kulbakov (fehérorosz) |
| 2006. május 5. 19:30 |           | (0 – 0) Jegyzőkönyv | Németh 42' 48' Koman 64' (11-esből) Nikházi 76' | Stade John Grün, Mondorf-les-Bains Játékvezető: Alekszej Kulbakov (fehérorosz) |

| 2006. május 8. 17:30 | Oroszország                   | 2 – 0               | Luxemburg | Stade Alphonse Theis, Hespérange Játékvezető: Alekszandar Sztavrev (macedón) |
| 2006. május 8. 17:30 | Gorbatyenko 32' Korotajev 75' | (1 – 0) Jegyzőkönyv |           | Stade Alphonse Theis, Hespérange Játékvezető: Alekszandar Sztavrev (macedón) |

| 2006. május 8. 17:30 | Spanyolország                  | 2 – 0               | Magyarország | Stade Am Deich, Ettelbrück Játékvezető: Thomas Einwaller (osztrák) |
| 2006. május 8. 17:30 | Ramos 18' Krkić 76' (11-esből) | (1 – 0) Jegyzőkönyv |              | Stade Am Deich, Ettelbrück Játékvezető: Thomas Einwaller (osztrák) |

### B csoport
| Csapat                | M | Gy | D | V | RG | KG | GK | Pont |
| --------------------- | - | -- | - | - | -- | -- | -- | ---- |
| Németország           | 3 | 2  | 1 | 0 | 8  | 0  | +8 | 7    |
| Csehország            | 3 | 2  | 1 | 0 | 5  | 2  | +3 | 7    |
| Szerbia és Montenegró | 3 | 0  | 1 | 2 | 2  | 7  | −5 | 1    |
| Belgium               | 3 | 0  | 1 | 2 | 2  | 8  | −6 | 1    |

| 2006. május 3. 17:00 | Belgium | 0 – 4               | Németország                                                   | Stade Am Deich, Ettelbrück Játékvezető: Alekszandar Sztavrev (macedón) |
| 2006. május 3. 17:00 |         | (0 – 2) Jegyzőkönyv | Gillis 2' (öngól) Fischer 35' Kroos 51' (11-esből) Lorenz 80' | Stade Am Deich, Ettelbrück Játékvezető: Alekszandar Sztavrev (macedón) |

| 2006. május 3. 19:00 | Szerbia és Montenegró | 1 – 2               | Csehország    | Stade Jos Nosbaum, Dudelange Játékvezető: Thomas Einwaller (osztrák) |
| 2006. május 3. 19:00 | Vuković 72'           | (0 – 0) Jegyzőkönyv | Necid 49' 67' | Stade Jos Nosbaum, Dudelange Játékvezető: Thomas Einwaller (osztrák) |

| 2006. május 5. 17:00 | Belgium    | 1 – 1               | Szerbia és Montenegró | Stade Jos Nosbaum, Dudelange Játékvezető: Hannes Kaasik (észt) |
| 2006. május 5. 17:00 | Aquino 71' | (0 – 0) Jegyzőkönyv | Karadžić 83'          | Stade Jos Nosbaum, Dudelange Játékvezető: Hannes Kaasik (észt) |

| 2006. május 5. 19:00 | Németország | 0 – 0 | Csehország | Stade Op Flohr, Grevenmacher Játékvezető: William Collum (skót) |
| 2006. május 5. 19:00 | Jegyzőkönyv |       |            | Stade Op Flohr, Grevenmacher Játékvezető: William Collum (skót) |

| 2006. május 8. 19:30 | Németország                     | 4 – 0               | Szerbia és Montenegró | Stade Josy Barthel, Luxemburg Játékvezető: Björn Kuipers (holland) |
| 2006. május 8. 19:30 | Fischer 5' 22' 37' Reinartz 65' | (3 – 0) Jegyzőkönyv |                       | Stade Josy Barthel, Luxemburg Játékvezető: Björn Kuipers (holland) |

| 2006. május 8. 19:30 | Csehország               | 3 – 1               | Belgium      | Stade Op Flohr, Grevenmacher Játékvezető: Alekszej Kulbakov (fehérorosz) |
| 2006. május 8. 19:30 | Wojnar 11' Necid 42' 72' | (1 – 0) Jegyzőkönyv | Gonzalez 75' | Stade Op Flohr, Grevenmacher Játékvezető: Alekszej Kulbakov (fehérorosz) |

## Egyenes kieséses szakasz

### Elődöntők
| 2006. május 11. 17:30 | Spanyolország | 0 – 2               | Csehország               | Stade Am Deich, Ettelbrück Játékvezető: Alekszandar Sztavrev (macedón) |
| 2006. május 11. 17:30 |               | (0 – 1) Jegyzőkönyv | Pekhart 31' Vošahlík 58' | Stade Am Deich, Ettelbrück Játékvezető: Alekszandar Sztavrev (macedón) |

| 2006. május 11. 20:15 | Németország | 0 – 1               | Oroszország    | Stade Josy Barthel, Luxemburg Játékvezető: William Collum (skót) |
| 2006. május 11. 20:15 |             | (0 – 0) Jegyzőkönyv | Prudnyikov 72' | Stade Josy Barthel, Luxemburg Játékvezető: William Collum (skót) |

### A 3. helyért
| 2006. május 14. 15:00 | Spanyolország | 1 – 1               | Németország | Stade John Grün, Mondorf-les-Bains Játékvezető: Alekszej Kulbakov (fehérorosz) |
| 2006. május 14. 15:00 | Krkić 53'     | (0 – 0) Jegyzőkönyv | Fischer 68' | Stade John Grün, Mondorf-les-Bains Játékvezető: Alekszej Kulbakov (fehérorosz) |

|                          |     | 11-esekkel                          |  |
| Savall Baena Ortiz Krkić | 3—2 | Marin Vrančić Fischer Schorch Kroos |  |

### Döntő
| 2006. május 14. 19:00 | Csehország              | 2 – 2               | Oroszország                  | Stade Josy Barthel, Luxemburg Játékvezető: Bjorn Kuipers (holland) |
| 2006. május 14. 19:00 | Pekhart 80+3' Necid 88' | (0 – 0) Jegyzőkönyv | Prudnyikov 46' Marenyics 86' | Stade Josy Barthel, Luxemburg Játékvezető: Bjorn Kuipers (holland) |

|                          |     | 11-esekkel                                       |  |
| Vácha Wojnar Holek Necid | 3—5 | Scherbak Galgojev Prudnyikov Amirhanov Korotajev |  |

| A 2006-os U17-es labdarúgó-Európa-bajnokság győztese |
| ---------------------------------------------------- |
| OROSZORSZÁG 1. cím                                   |

## Külső hivatkozások
uefa.com